# Bloccante degli ormoni sessuali
I bloccanti degli ormoni sessuali, detti anche inibitori o bloccanti della pubertà, sono un gruppo di farmaci destinati ad abbassare i livelli ematici di alcuni ormoni sessuali.
I bloccanti ormonali sono usati nel trattamento del cancro, dell'endometriosi o come bloccanti della pubertà; sono inoltre indicati nel trattamento di fibromi uterini, sindrome dell'ovaio policistico, cancro alla mammella, ipertrofia prostatica e sindrome dell'intestino irritabile.
Vengono anche prescritti ai bambini che stanno vivendo una pubertà precoce o ai bambini transgender per impedire la crescita degli organi sessuali e la produzione di ormoni, offrendo agli individui più tempo per esplorare la propria identità di genere. Rallentano anche la comparsa dei caratteri sessuali secondari (peli sul viso, cambio di voce e sviluppo del pomo d'Adamo, del seno e mestruazioni, redistribuzione della massa muscolare e grassa).

## Caratteristiche

### Agonisti dell'ormone di rilascio delle gonadotropine
I bloccanti della pubertà più comunemente utilizzati sono gli agonisti dell'ormone di rilascio delle gonadotropine, come leuprolide e istrelina, che sopprimono la produzione naturale di androgeni (ad esempio il testosterone) ed estrogeni (ad esempio l'estradiolo).
Gli agonisti del GnRH sono utilizzati come iniezioni sottocutanee giornaliere, iniezioni depot della durata da 1 a 6 mesi, impianti della durata di 12 mesi e spray nasali utilizzati più volte al giorno.

### Progestinici
I progestinici, come il medrossiprogesterone o il ciproterone, si impiegano ad alte dosi e sono stati utilizzati come bloccanti della pubertà in passato, o quando non si possono utilizzare gli agonisti del GnRH. Non sono efficaci quanto gli agonisti del GnRH e hanno più effetti collaterali.

### Antiandrogeni
Tra gli antiandrogeni la bicalutamide è stata utilizzata come bloccante alternativo nelle ragazze transgender a cui l'assicurazione sanitaria ha negato gli agonisti del GnRH. Spironolattone e ciproterone non sono altrettanto efficaci.

### Inibitori dell'aromatasi
In alcuni casi, gli inibitori dell'aromatasi vengono utilizzati off-label per bloccare la conversione degli androgeni in estrogeni, sebbene siano prescritti meno comunemente. Gli inibitori dell'aromatasi hanno come conseguenza osteoporosi, osteopenia e fragilità ossea.

### Antagonisti del GnRH
Gli antagonisti del GnRH (ad esempio ganirelix e cetrorelix, solitamente utilizzati per trattare l'infertilità) si ipotizzano essere efficaci nel ritardare la pubertà, ma non sono ancora stati ampiamente studiati o utilizzati per questo scopo.

## Normativa
Al 2023 Stati Uniti, Texas, Regno Unito, Svezia, Finlandia e Norvegia hanno vietato i bloccanti della pubertà per il trattamento della disforia di genere.
I bloccanti della pubertà non hanno ricevuto l'approvazione della FDA per l'uso sui bambini transgender, e vengono così impiegati off-label.